# Carl (Georgia)
Carl es un pueblo ubicado en el condado de Barrow en el estado estadounidense de Georgia. En el censo de 2000, su población era de 205.

## Demografía
En el 2000 la renta per cápita promedia del hogar era de $45,417, y el ingreso promedio para una familia era de $56,250. El ingreso per cápita para la localidad era de $20,948. Los hombres tenían un ingreso per cápita de $32,356 contra $23,500 para las mujeres.

## Geografía
Carl se encuentra ubicado en las coordenadas 34°0′24″N 83°48′43″O / 34.00667, -83.81194 (34.006635, -83.812016).
Según la Oficina del Censo, la localidad tiene un área total de 2,1 km² (0,8 mi²), de la cual 2,1 km² (0,8 mi²) es tierra y 0 km² (0 mi²) (0.00%) es agua.